# Джулиани, Вероника
 Вероника Джулиани  (итал. Veronica Giuliani; 27 декабря 1660, Меркателло-суль-Метауро, Марке — 9 июля 1727, Читта-ди-Кастелло, Умбрия) — святая Римско-Католической Церкви, монахиня, визионерка.

## Биография
Вероника Джулиани родилась в богатой семье. В 1677 году, в возрасте семнадцати лет, несмотря на протест своего отца, поступила в монастырь сестёр капуцинок святой Клары в городе Читта-ди-Кастелло. В 1678 году приняла монашеские обеты. В монастыре прошла все ступени монастырской иерархии от кухарки и воспитательницы послушниц до настоятельницы, став ею в возрасте тридцати трёх лет. В 1694 году пережила мистические откровения. Три года спустя, 5 апреля 1697 года во время Великой Пятницы, у неё проявились стигматы. После этого события по просьбе исповедников стала вести духовный дневник, который после её смерти составлял более двадцати двух тысяч страниц. В этом дневнике она описывала свой мистический опыт абсолютного единения с Иисусом Христом. 9 июля 1727 года скончалась после продолжительной болезни.
День памяти — 9 июля.

## Прославление
17 июня 1802 года Вероника Джулиани была причислена к лику блаженных римским папой Пием VII, 26 мая 1839 года римский папа Григорий XVI причислил её к лику святых.

## Источник
- Renzo Allegri, I miracoli di Padre Pio, Santa Veronica Giuliani, le piaghe nel cuore, стр.53 — 54